# Ceraclea transversa
Ceraclea transversa är en nattsländeart som först beskrevs av Hagen 1861.  Ceraclea transversa ingår i släktet Ceraclea och familjen långhornssländor. Inga underarter finns listade i Catalogue of Life.